# Yehliu

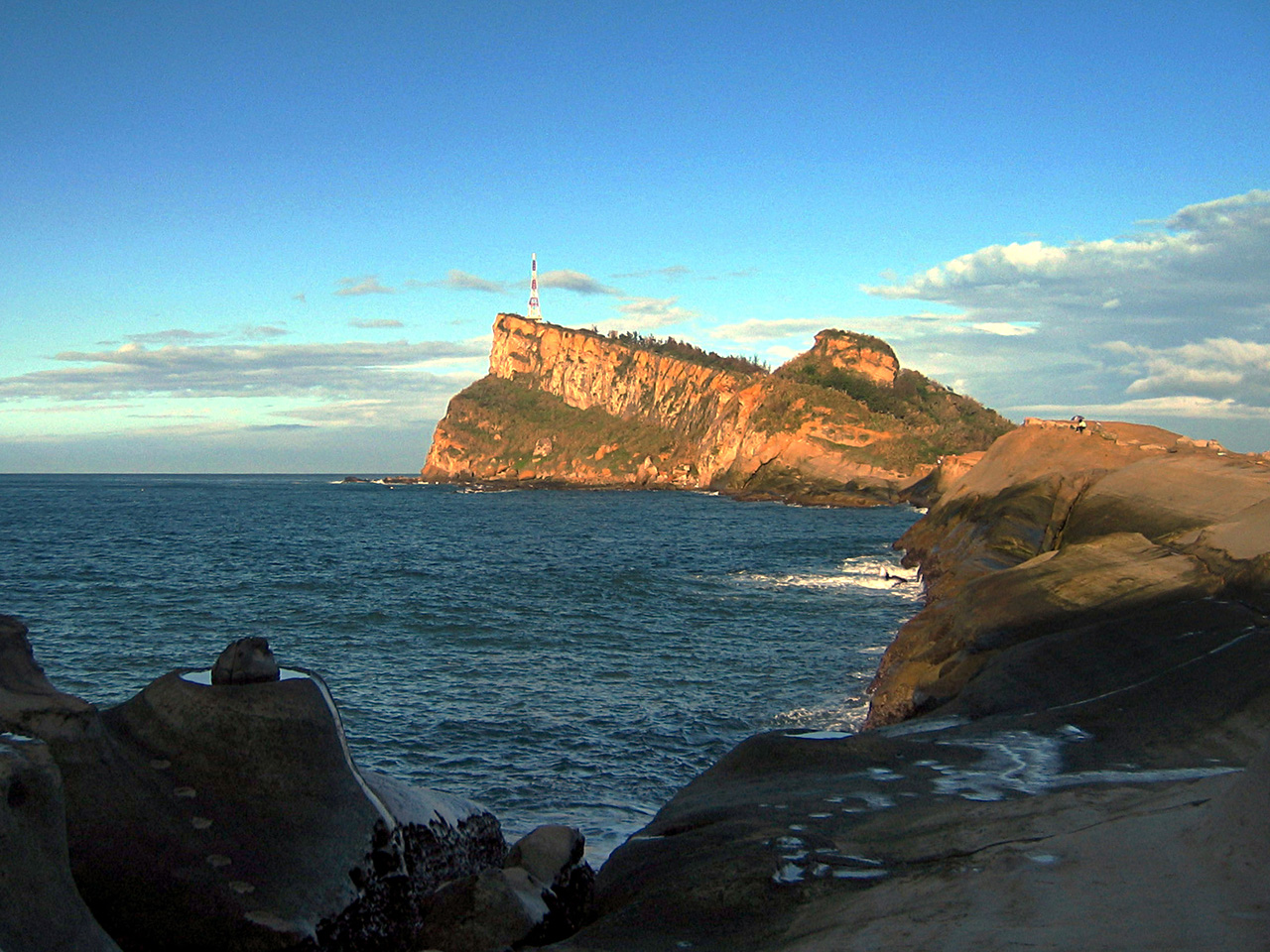
Yehliu

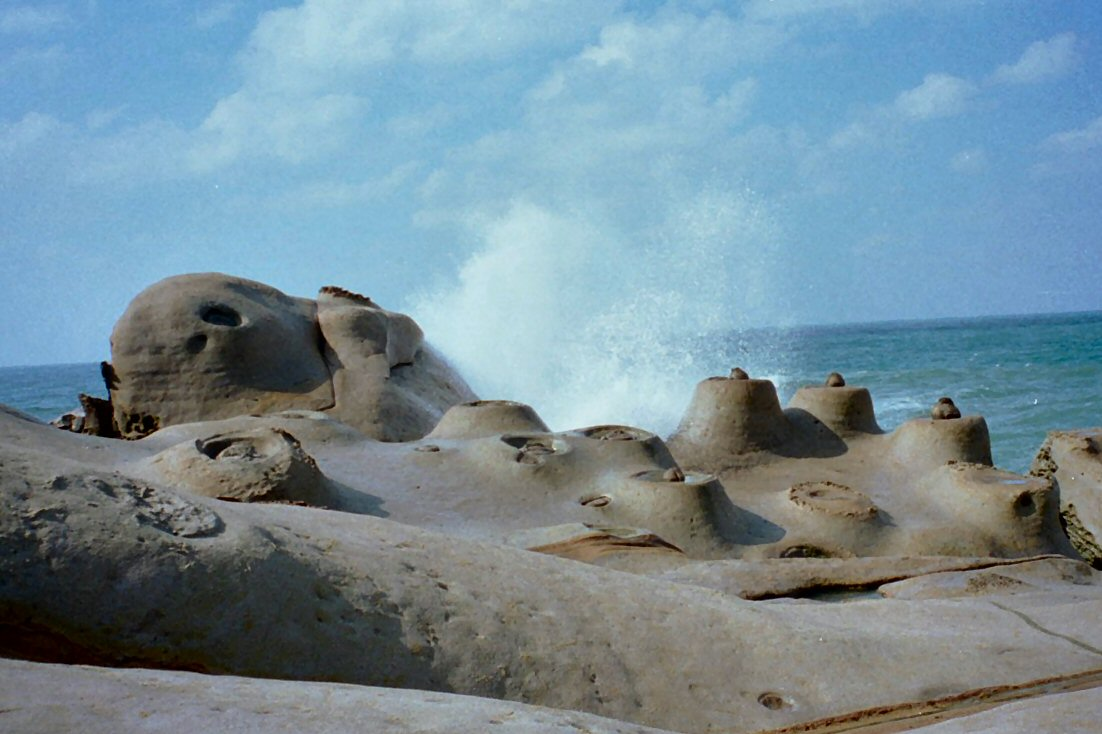
Het maanlandschap van Yehliu

Yehliu is een landtong aan de noordkust van Taiwan tussen Taipei en Keelung die ongeveer 1700 meter de oceaan in steekt.
Kenmerkend voor de landtong zijn de aardpiramiden, die door een combinatie van zee- en winderosie zijn ontstaan en de meeste bizarre vormen hebben.